# Kalinga

Provinsens läge i Filippinerna

Kalinga är en provins på ön Luzon i Filippinerna. Den ligger i Kordiljärernas administrativa region och har 200 800 invånare (2006) på en yta av 3 119 km². Administrativ huvudort är Tabuk.
Provinsen är indelad i 7 kommuner och 1 stad.